# Мардук-закир-шуми I
Мардук-закир-шуми I (Marduk-zākir-šumi; букв. «Мардук назвал имя») — царь Вавилонии, правил приблизительно в 855—819 годах до н. э.
Сын Набу-апла-иддина.
После смерти отца поделил царство со своим братом Мардук-бел-усати. Мардук-закир-шуми взял север страны с Вавилоном, а Мардук-бел-усати достался юг. Однако Мардук-бел-усати на юге вступил в соглашение с халдеями и вместе с ними двинулся на Вавилон, изгнав брата. Тогда вавилоняне обратились за помощью к Салманасару III, царю Ассирии. Последний с готовностью двинулся на Вавилон и выгнал Мардук-бел-усати, который бежал в горы. Затем Салманасар двинулся в Халдею, разрушая крепости халдейских князей. Халдеи принесли дань. Вавилон, Борсиппа, Куту встретили Салманасара как избавителя. Ассирийский царь восстановил в этих городах жертвенники, оскверненные халдеями, и принёс богам торжественные жертвы. Однако за эту услугу Мардук-закир-шуми был вынужден уступить ассирийцам значительные территории, и стал фактически вассалом ассирийского царя.
В 827 году до н. э., когда в Ассирии вспыхнула гражданская война, претендент на престол Шамши-Адад V обратился за помощью к Мардук-закир-шуми. С помощью вавилонян Шамши-Адад V утвердился на ассирийском престоле (ок. 822 года до н. э.), но был вынужден вернуть Мардук-закир-шуми территории, отнятые у того Салманасаром III. Впоследствии в 819 году до н. э. Шамши-Адад V начал боевые действия против Вавилонии и вновь подчинил последнюю своей власти. Остался договор Шамши-Адада с Мардук-закир-шуми I, текст которого сохранился крайне фрагментарно. От времени Мардук-закир-шуми сохранился как минимум один пограничный камень (кудурру).